# Großraum Mittlerer Osten

Herkömmliche Definition des Mittleren Ostens im englischen Sprachgebrauch
Weitere Gebiete laut G8-Definition des Großraums Mittlerer Osten
Gelegentlich mit dem Mittleren Osten assoziierte Gebiete (soziopolitische Verbindungen)

Die Bezeichnung Großraum Mittlerer Osten (im Deutschen auch in der englischen Fassung Greater Middle East verwendet) wurde als politischer Begriff von der US-Regierung unter George W. Bush im Rahmen einer Initiative zur politischen Umgestaltung einer weitergefassten Region des Middle East (deutsch: Naher Osten) geprägt. Sie umfasst in ihrer US-amerikanischen Verwendung alle „islamischen Nationen“ von nordafrikanischen Mittelmeeranrainerstaaten im Westen bis nach Pakistan im Osten als geopolitische Großregion und schließt die Türkei und Israel ein.

## Bewertung als geopolitischer Terminus

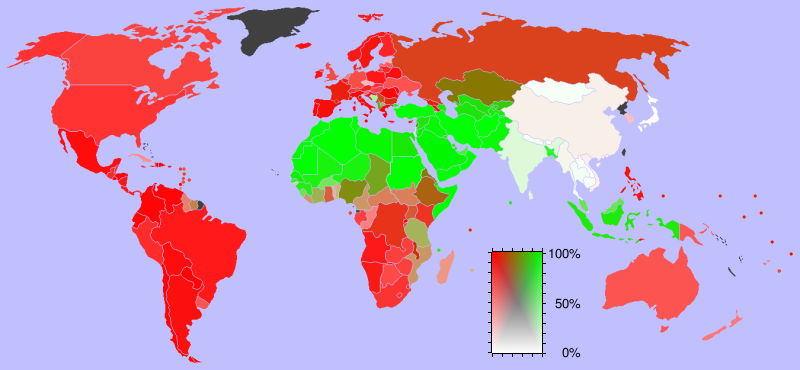
Relative Verteilung von Christentum (rot) und Islam (grün)

Nach offizieller Lesart zählen zum Großraum Mittlerer Osten Länder, die sowohl von der geographischen Lage (vom westlichen Nordafrika über den „Mittleren Osten“ beziehungsweise „Nahen Osten“ bis Zentral- und Südasien) als auch von der politischen Ordnung oder vom politischen System (z. B. Tunesien und Türkei gegenüber Afghanistan oder Jemen) nicht in Verbindung stehen oder sich nicht in Verbindung sehen.
Gemeinsamkeiten bestehen dagegen neben einer gemeinsamen Problematik aus „westlicher“ Perspektive (z. B. USA und EU-Staaten) in Form des Islamismusproblems sowie der Frage des Zugangs zu wirtschaftsstrategisch wichtigen Lagerstätten von Rohstoffen.

## Greater-Middle-East-Projekt
Die US-Regierung präsentierte während des G-8 Gipfels von Sea Island im Juni 2004 ihr Projekt Greater Middle East (GME) als politische Agenda zur Umstrukturierung der Region Großraum Mittlerer Osten. Nach der offiziellen Lesart stützt sich das Projekt auf drei Säulen:
- Förderung der Demokratie[3] und Good Governance[3][4]
- Aufbau einer Wissensgesellschaft[3] beziehungsweise Zivilgesellschaft[4]
- Ausbau der ökonomischen Potenziale[3] beziehungsweise Privatisierung[4]

### Kritische Bewertung
Nach dem Urteil des Sozialwissenschaftlers und Politologen Mohssen Massarrat verfolgte die US-Regierung neben dieser innerhalb der westlichen Allianz als Legitimationsmuster dienenden Demokratisierungsabsicht als Konzept eines Zivilisationsprojekts auch mit großem finanziellen und personellen Aufwand hegemonialpolitische Ziele:
- Beseitigung der von der US-Regierung „Schurkenstaaten“ genannten politischen Systeme in Afghanistan und im Irak und die anschließende Etablierung von neuen, in den USA ausgebildeten und neoliberal geschulten Führungseliten sowie die Durchführung von Wahlen
- Einrichtung zahlreicher Militärstützpunkte im Rahmen der als Partnership for Peace formulierten bilateralen Abkommen, beispielsweise in Afghanistan, Irak, Usbekistan, Turkmenistan, Aserbaidschan und in den Ölmonarchien am Persischen Golf
- finanzielle und militärische Zusammenarbeit mit allen den USA gegenüber kooperativ eingestellten Staaten[3]

### Politischer Hintergrund
Nach dem Zusammenbruch der sozialistischen Systeme und Allianzen versuchten die USA, die Transformation der islamischen Staaten hin zu demokratischen Systemen zu erreichen. Die Suche nach einem „neuen Mittleren Osten“, wie es später Außenministerin Condoleezza Rice postulierte, war eine zentrale Zielvorgabe der Bush-Regierung bereits seit 2001. Dem Amtsantritt Bushs im Januar 2001 folgte der Wahlsieg der neuen israelischen Regierung unter Ariel Scharon, der als Vorkämpfer für eine langfristig aggressive militärische Haltung Israels in der Region und für die territoriale Expansion der an Israel angrenzenden besetzten Gebiete auftrat. Die Bush-Regierung brach die Friedensgespräche der Clinton-Regierung, die auf die Gründung eines palästinensischen Staates ausgerichtet waren, mit Verweis auf den neuen israelischen Staatschef Sharon ab. Laut Cary Frazer etablierte sich eine „strategische Achse“ zwischen der Bush- und der Sharon-Regierung, die die US-amerikanische Suche nach einer Neuordnung des Middle East formte, in der die „anglo-amerikanisch-israelische Entente“, geführt von der Bush-Regierung, den Middle East und Persischen Golf neu definieren sollte. Die Abwendung von Clintons Herangehensweise im israelisch-palästinensischen Konflikt wurde von Beobachtern als Signal gewertet, dass dabei sowohl der Einfluss der arabischen Staaten wie auch des Irans gering gehalten werden sollten.
Die USA hatten den Irakkrieg unter anderem mit der moralisch begründeten Ansicht gerechtfertigt, im Irak „Demokratie“ einführen zu wollen. Diese Kriegszielerklärung nahm an Bedeutung zu, da sich andere Kriegsgründe wie die Bedrohung durch Massenvernichtungswaffen und die Mitverantwortung des irakischen Regimes an den Terroranschlägen des 11. Septembers 2001 nicht aufrechterhalten ließen. Bush erklärte in der Folge den Sturz von Saddam Hussein zur Voraussetzung für die Demokratisierung der gesamten Region Großraum Mittlerer Osten.
Der ursprüngliche Plan, die Umbildung des Großraums Mittlerer Osten als Projekt zur politischen Agenda zu machen, kam aus dem Umfeld der Demokratischen Partei. Während der Sturz von Saddam Hussein vorbereitet wurde, entwickelten zwei ehemalige Mitarbeiter der Clinton-Regierung, Ronald D. Asmus und Kenneth M. Pollack, im Herbst 2002 ein erstes systematisches Argumentationsmuster für das Projekt. Obwohl sie nominell ein umfangreiches Selbstbestimmungsprinzip für die betroffenen Staaten forderten, erklärten sie zugleich, dass mit Hilfe „einer groß angelegten Invasion des Irak“ und „möglichst unter Rückgriff auf die NATO“ zunächst „Saddam Hussein mit seinem Regime verschwinden“ müsse. Neokonservative Politiker in den USA, Präsident Bush, Vizepräsident Dick Cheney und Condoleezza Rice, bemühten sich entsprechend, die europäischen Regierungen für das Projekt zu gewinnen. Obwohl zumindest konservative Politiker Europas die globalen gemeinsamen Interessen und Ziele mit den USA bestätigten, kam es in Europa zur Ablehnung des Irakkrieges und somit zu einem ersten Schritt in der Entwicklung einer eigenständigen europäischen Mittel- und Nahostpolitik. Politische Ziele wie Terrorismusbekämpfung und Beseitigung von Massenvernichtungsmitteln hatten mit dem desaströsen Verlauf des Irakkriegs dem Führungsanspruch der NATO geschadet. Trotz des politischen Bruchs bestanden jedoch weiterhin bedeutende Gemeinsamkeiten zwischen den europäischen Staaten und den USA.
Seit dem Spätherbst 2003 vertrat die US-Regierung offiziell das Ziel der Durchsetzung der Demokratie im gesamten Großraum Mittlerer Osten durch Vorlage des Greater-Middle-East-Programms. Den Grundstein für das Projekt mit seiner Vorwärtsstrategie der Freiheit legte Bush mit einer Ansprache vom 6. November 2003 vor der Stiftung National Endowment for Democracy (NED), die 1983 unter Ronald Reagan als gemeinsame Denkfabrik von Vertretern beider großer US-Parteien und in erster Linie zum weltweiten Kampf gegen den sowjetischen oder marxistischen Einfluss gegründet worden war. Die NED hatte sich schon früh mit dem Problem der vorsichtigen Demokratisierung in autoritär geführten, pro-westlichen Staaten beschäftigt, die bis dahin als „antikommunistische Bollwerke“ unterstützt worden waren. Die Rede vor dem NED hatte das Vorhaben zum Kerninhalt, durch eine von außen kommende Initiative die Einführung der Demokratie in den „islamischen“ Ländern durchzusetzen. Trotz des offiziell gesteckten Zieles der Demokratisierung lobte Bush in seiner Rede gleichzeitig eine Reihe autokratisch regierter Länder wie etwa mehrere Monarchien am Persischen Golf, darunter Saudi-Arabien, sowie das marokkanische Königreich für angebliche Fortschritte in der Demokratisierung.
Auf der Münchner Sicherheitskonferenz am 7. Februar 2004 wurde das Projekt erstmals offiziell debattiert. Deutschland, als einer der ersten Initiatoren der Idee, begrüßte dabei das US-amerikanische Projekt sofort. Joschka Fischer (Bündnis 90/Die Grünen) hatte als Bundesaußenminister bereits einen Greater-Middle-East-Entwurf auf Grundlage des andauernden Barcelona-Prozesses (auch Barcelona-Initiative, Euro-mediterrane Partnerschaft, EUROMED) entwickelt, der 1995 zwischen der Europäischen Union (EU) und südlichen sowie östlichen Mittelmeeranrainerstaaten vereinbart worden war. Unter dem Titel NATO and the Greater Middle East bewarb US-Senator Richard Lugar das Projekt, das durch ein Arbeitspapier konkreter gefasst wurde, welches am 13. Februar 2004 in der in London erscheinenden, arabischsprachigen Tageszeitung al-Hayat publiziert wurde. Im Hochsommer 2004 wurde das Projekt zunächst in Middle East Partnership Initiative (MEPI) umbenannt, jedoch von Bush weiterhin mit der alten Bezeichnung angesprochen. Das Treffen zwischen Bush und Gerhard Schröder (SPD) im Weißen Haus am 27. Februar 2004, auf dem der US-Präsident und der deutsche Bundeskanzler eine gemeinsame Stellungnahme zum Greater-Middle-East-Projekt verabschiedeten, wurde von Beobachtern als politische Versöhnung nach einem Jahr der politischen Spannungen der beiden Regierungen gewertet, die aus der strikten deutschen Ablehnung (an der Seite Frankreichs und Russlands) der völkerrechtswidrigen US-amerikanischen Militärintervention im Irak entstanden waren. Fischers Konzept zum Großraum Mittlerer Osten barg die Möglichkeit einer seiner Wirtschaftskraft entsprechende diplomatische Bedeutung für Deutschland, ausgehend vom Middle East, wobei der in keiner Allianz festgelegte Iran als „springendes Sprungbrett“ ausgewählt wurde.
In seiner Rede zur Lage der Nation vom 2. Februar 2005 bezog sich Bush in einer längeren Passage ausdrücklich auf das Großraum-Mittlerer-Osten-Projekt, das 2003 unter anderem aufgrund der Schwierigkeiten der US-Besatzungspolitik im Irak Diskussionen ausgelöst hatte. Als „Freunde“ für die Umsetzung nannte er erneut mehrere Regime, die weder den Ruf als Vertreter der Demokratie noch der Demokratisierung genossen, wie die sich auf göttlichen Willen berufende Monarchie Saudi-Arabien oder die marokkanische Monarchie. Bush und seine Außenministerin Rice schufen nun mit ihrer Vision, „Tyrannen zu beseitigen und Freiheit und Demokratie in die entferntesten Ecken der Welt zu bringen“ einen neuen Ansatz, für die US-Außen- und Hegemonialpolitik einen zeitgemäßen Rahmen zu gründen und im Bündnis mit den europäischen Partnern Anfang 2005 wieder von der „moralischen Defensive“ in eine moralische Offensive überzugehen. Während des Libanonkrieges von 2006 sprach die US-Außenministerin auch angesichts der hohen Zahl an Ziviltoten von „Geburtswehen“ eines „neuen Mittleren Ostens“, der von den USA unter allen Umständen weiter anzustreben sei. Muriel Asseburg, Leiterin der Forschungsgruppe Naher/Mittlerer Osten und Afrika der Stiftung Wissenschaft und Politik (SWP), bezeichnete diese Bemerkung von Rice als zynischen und inhumanen Vergleich und als einseitige Stellungnahme der US-Außenministerin, die zu einem Konfliktmanagement führe und von einer Konfliktlösung der internationalen Gemeinschaft fortführe. Sie selbst kam zu dem Ergebnis, Deutschland und die übrigen europäischen Staaten hätten sich den USA in der Broader Middle East and North Africa initiative (BMENA initiative) im Sommer 2004 angeschlossen, da sie die Ziele der Modernisierung und Reformen in Richtung einer repräsentativeren, transparenteren und effizienteren Regierung in der Region geteilt hätten. Doch seien bedeutende Differenzen zwischen Deutschland (und allgemein Europäern) auf der einen Seite und den USA auf der anderen Seite entstanden, die die Vorgehensweise in der Region betreffen. Insbesondere hätten die Europäer Regimewechsel mit militärischen Mitteln und die als „constructive deconstruction“ bezeichnete Vorgehensweise der USA abgelehnt, wie den von außen aufgezwungenen und plötzlichen Regimewechsel zum Zwecke einer Demokratisierung von Staaten und einer neuen regionalen Ordnung.

### Auswirkungen
Der französische Politologe Olivier Roy fasste 2008 die „Philosophie des Großraums Mittlerer Osten“, die seiner Meinung nach auf liberale Ideen John Lockes zurückgeführt werden kann, zusammen:
- Grundlage einer demokratischen Gesellschaft ist nicht der Staat, sondern unternehmerisch gesinnte Staatsbürger, die im marktwirtschaftlichen Rahmen handeln. Sie treten als Individuen auf, losgelöst von Klientelbeziehungen und tribalen sowie ethnischen Bindungen.
- Religion bestimmt sich nicht aus der gesellschaftlichen Zugehörigkeit, sondern wird als persönlicher Glaube praktiziert.
- Der Staat soll nicht die Entwicklung steuern oder politisch konstruieren, sondern als nachträglich regulatives Instrument wirken, das einer ständigen Kontrolle durch die Bürger unterliegt. Seine Accountability ist in erster Linie Ergebnis der Steuerzahlungen der Bürger.[4]

Mit dem Scheitern der US-amerikanischen Irak-Strategie 2006 ließ zwar die – so Roy – „Begeisterung für die Demokratisierung“ der US-Regierung nach. Die hinter der neokonservativen Vision stehende Philosophie entwickelte sich jedoch zur dominierenden Lehre der großen Organisationen wie Vereinte Nationen, Europäische Union oder auch Weltbank. Bereits seit Mitte der 1990er Jahre durchdrang sie die Programme der großen internationalen Institutionen, im Falle der Weltbank insbesondere seit dem Amtsantritt (1995) von James Wolfensohn, dem 2005 Paul Wolfowitz folgte. Die auf den drei Säulen Zivilgesellschaft, Privatisierung und Good Governance beruhende Doktrin beeinflusste das „Konzept der Zivilgesellschaft als einer Gesellschaft außerhalb des Staates oder vielmehr im Gegensatz zum Staat“. Auch in Abhängigkeit ihrer Geldgeber stehende Nichtregierungsorganisationen übernahmen sie oder übernahmen – bei gleichzeitigen Gegenpositionen wie in Fragen der Marktwirtschaft oder Privatisierung – eine Reihe von Konzepten der großen Entwicklungsagenturen in ihre Globalisierungskritik, wie das Misstrauen gegenüber den bestehenden Staaten, eine Stärkung der Zivilgesellschaften, den Ausbau von Mikroprojekten, die Hervorhebung der Frauenfrage oder die pädagogische Argumentation der humanitären Ansätze.
Die Doktrin wurde nach Ansicht von Roy in den 1990er Jahren weniger von den Denkfabriken entwickelt als von Stiftungen wie der „Ford Foundation“ oder „Carnegie“, die dabei häufig vom US-amerikanischen Außenministerium finanziell unterstützt wurden. So regte das Außenministerium auch große Forschungsprogramme an, die beispielsweise zu der von Augustus Richard Norton herausgegebenen Buchreihe Civil Society in the Middle East führten. Die Studien strebten an, die Faktoren herauszufinden, die eigenständige Demokratisierungsprozesse initiieren können, die mit den Werten der US-amerikanischen Demokratie in Einklang stehen. Um das Programm umzusetzen, richtete die Ford Foundation mit Unterstützung des vom ägyptischen Soziologen Saad Eddin Ibrahim geleiteten Ibn Khaldun Centers ein Zentrum in Kairo ein.
Die Demokratisierung entwickelte sich dabei zu einem Markt, dessen Gelder insbesondere von der US-amerikanischen und EU-Regierung bereitgestellt werden und auf den sich Nichtregierungsorganisationen unter Übernahme der Doktrin zur Philosophie der Zivilgesellschaft spezialisiert haben. Der Großraum Mittlerer Osten schaffte somit einen eigenen Binnenmarkt in den betroffenen Ländern.

## Zitate
“In this spirit, we commit our nations to an ambitious goal, rooted in our shared values and experience: to promote freedom, democracy, human dignity, the rule of law, economic opportunity, and security in the Greater Middle East. Fear and resentment must be replaced with freedom and hope. We must build a genuine partnership, connecting Europe and America with the wider Middle East, aimed at cooperating with the countries and peoples of that region to achieve these just objectives, and to live side by side in peace. Together with our friends and allies in Europe and the Greater Middle East, we will coordinate our efforts closely to respond to calls for reform in the region, and to develop specific proposals to put before the G8, U.S.-EU, and NATO Summit meetings, which will be held in June 2004.”

„In diesem Geiste verpflichten wir unsere Völker auf ein ehrgeiziges Ziel, das in unseren gemeinsamen Werten und unserer gemeinsamen Erfahrung verwurzelt ist: die Förderung von Frieden, Demokratie, Menschenwürde, Rechtsstaatlichkeit, wirtschaftlichen Chancen und Sicherheit im Nahen und Mittleren Osten [oder: Großraum Mittleren Osten]. Furcht und Ressentiments müssen durch Freiheit und Hoffnung ersetzt werden. Wir müssen eine echte Partnerschaft aufbauen, die Europa und Amerika mit dem Nahen und Mittleren Osten [oder: Großraum Mittleren Osten] im weiteren Sinn verbindet, um mit den Staaten und Völkern dieser Region gemeinsam daran zu arbeiten, diese gerechten Ziele zu erreichen und friedlich nebeneinander zu leben. Gemeinsam mit unseren Freunden und Verbündeten in Europa und im Nahen und Mittleren Osten werden wir unsere Anstrengungen eng miteinander abstimmen, um auf Reformforderungen in der Region zu reagieren und konkrete Vorschläge auszuarbeiten, die den Gipfeltreffen der G8, EU-USA sowie der NATO im Juni 2004 unterbreitet werden sollen.“

“To promote peace and stability in the broader Middle East, the United States will work with our friends in the region to fight the common threat of terror, while we encourage a higher standard of freedom. Hopeful reform is already taking hold in an arc from Morocco to Jordan to Bahrain. The government of Saudi Arabia can demonstrate its leadership in the region by expanding the role of its people in determining their future. And the great and proud nation of Egypt, which showed the way toward peace in the Middle East, can now show the way toward democracy in the Middle East.”

„Um Frieden und Stabilität im Greater Middle East zu befördern, werden die Vereinigten Staaten mit unseren Freunden in der Region zusammenarbeiten, um die gemeinsame Bedrohung durch den Terror zu bekämpfen, während wir einen höheren Maßstab der Freiheit durchsetzen. Hoffnungsvolle Reformen sind in einem Bogen, der von Marokko über Jordanien bis Bahrain reicht, bereits am Greifen. Die Regierung Saudi-Arabiens kann ihre Führung in der Region beweisen, indem sie die Rolle ihres Volkes bei der Bestimmung seiner Zukunft vergrößert. Und die große und stolze Nation Ägyptens, die den Weg zum Frieden im Middle East zeigte, kann jetzt den Weg zur Demokratie im Middle East zeigen.“

“What we’re seeing here, in a sense, is the growing, the birth pangs of a new Middle East and whatever we do we have to be certain that we’re pushing forward to the new Middle East, not going back to the old one.”

„Was wir hier sehen [Libanonkrieg 2006], ist in gewisser Weise der Beginn, das sind die Geburtswehen eines neuen Mittleren Ostens, und was auch immer wir tun, wir müssen sicher sein, dass wir zu diesem neuen Mittleren Osten vorwärts schreiten und nicht zum alten zurückkehren.“